# Widerstandsnest 62

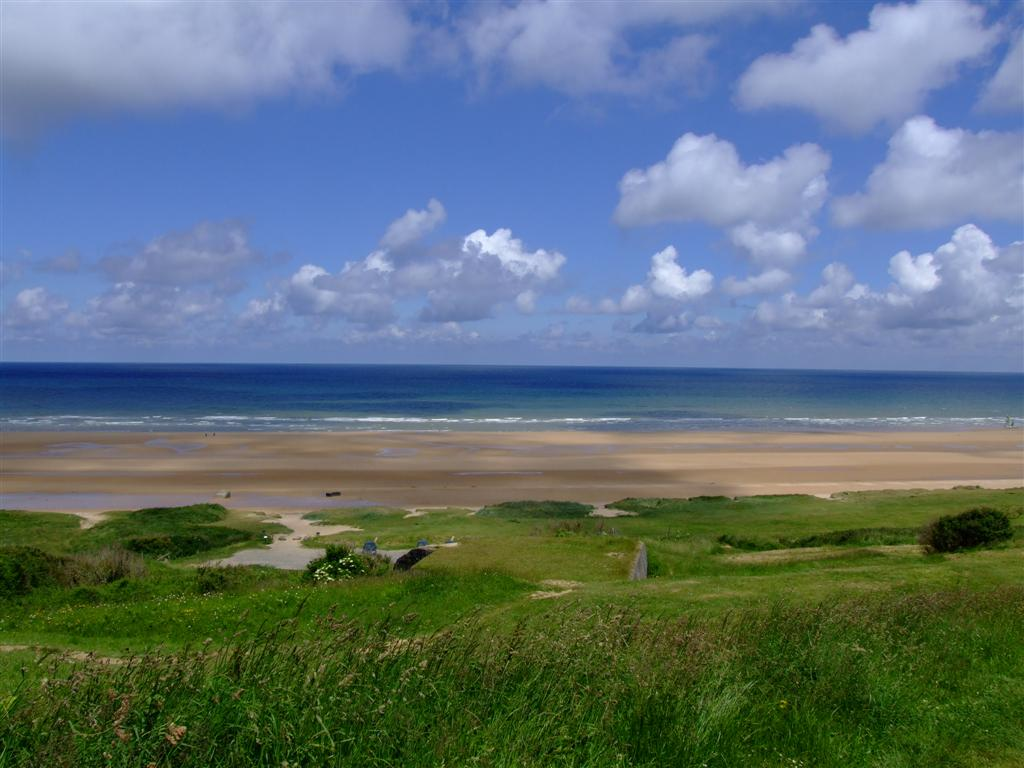
Blick auf den Strand von Omaha Beach vom Gelände des Widerstandsnest 62 (2008)

Das Widerstandsnest 62 (kurz WN 62) war ein befestigter und teilweise verbunkerter deutscher Stützpunkt zur Zeit des Zweiten Weltkriegs, der sich als Teil des Atlantikwalls an der Küste der Normandie befand. Die Bekanntheit dieser Verteidigungsstellung rührt aus der Tatsache, dass die US-amerikanischen Landungstruppen, die 1944 im Rahmen der Operation Overlord anlandeten, durch das Abwehrfeuer dieser Stellung enorm hohe Verluste erlitten.

## Begriff
In der Sprache des Militärs war Widerstandsnest bereits im Ersten Weltkrieg gebräuchlich. Speziell beim Bau des Atlantikwalls wurden die kleinsten Festungsanlagen Widerstandsnest genannt.

## Lage

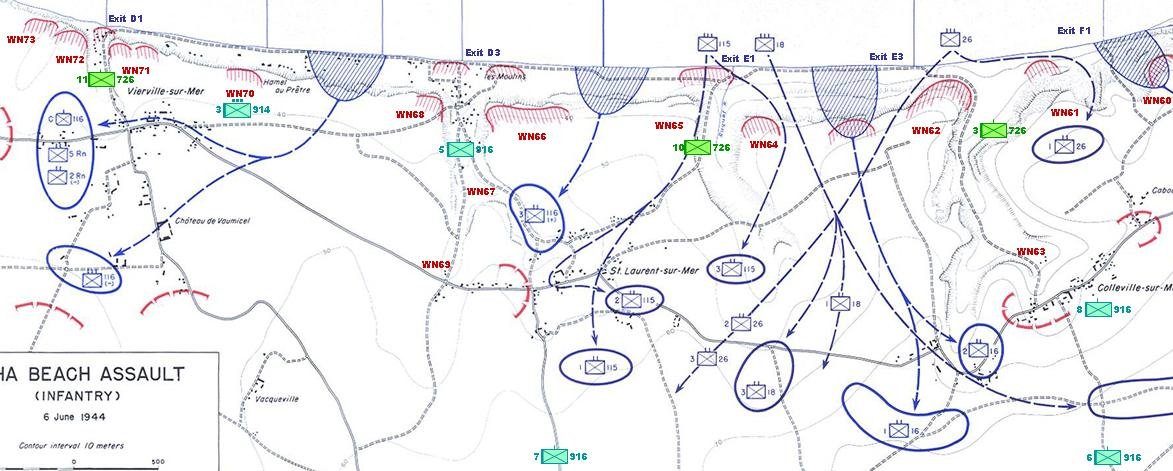
Lage von Widerstandsnest 62 (WN 62)

Das Widerstandsnest 62 umfasste ein etwa 332 Meter × 324 Meter großes Areal, das ungefähr 50 bis 100 Meter von der Küstenlinie entfernt lag. Es befand sich etwa einen Kilometer nördlich von Colleville-sur-Mer auf einer – in Richtung Hinterland etwa 20 Grad ansteigenden – Erhebung aus Kalkstein. Die unterschiedlichen Stellungen und Bauten dieses Stützpunkts lagen 10 bis 50 Meter über dem Meeresspiegel und erlaubten einen relativ guten Überblick über das davorliegende Strandgelände. Als die Operation Overlord begann, fiel der Bereich des Widerstandsnest 62 in den amerikanischen Landeabschnitt Omaha Beach. Es lag hierbei genau an der Grenze der Unterabschnitte Easy Red und Fox Green.

## Bewaffnung und Konzeption
Der Stützpunkt wurde küstenseitig durch einen 300 Meter langen, vier Meter breiten und 1,7 Meter tiefen wassergefüllten Panzerabwehrgraben begrenzt. Das gesamte Stützpunktgelände war durch Stacheldrahtbarrieren geschützt. An Verteidigungswaffen waren stationiert:
- zwei erbeutete 7,65-cm-Feldkanonen 17 (t)
- zwei 5-cm-PaK 38
- zwei leichte Granatwerfer 36
- zwei erbeutete wassergekühlte schwere Maschinengewehre 249 (p) (eines davon in einem Erdbunker)
- ein einläufiges MG 34
- ein Zwillings-MG 34 (zwei Läufe nebeneinander) zur Tieffliegerabwehr
- ein MG 42 in offener Feldstellung
- ein MG 42 auf einer Drehlafette in einem Unterstand[3]

Ferner existierten ein Artilleriebeobachtungsposten sowie zwei ortsfeste Festungsflammenwerfer. Das Vorfeld des Stützpunkts war, wie an vielen anderen Stellen der Normandieküste auch, mit Hindernissen versehen. Einige dieser Hindernisse waren so installiert worden, dass sie sich bei Flut unterhalb der Wasserlinie befanden. Dadurch wollte man erreichen, dass feindliche Landungsboote aufliefen und nach Möglichkeit zum Kentern gebracht wurden. Das Gebiet vor dem Widerstandsnest 62 war durch verlegte Landminen zusätzlich geschützt.

## Besatzung
Die Besatzung des Widerstandsnestes 62 setzte sich aus Angehörigen der 3. Kompanie des Grenadier-Regimentes 726 der 716. Infanterie-Division (28 Soldaten) und aus Angehörigen der 1. Batterie des Artillerie-Regimentes 352 der 352. Infanterie-Division (13 Soldaten) zusammen. Insgesamt also lediglich 41 Soldaten (von denen zumindest 18 den Angriff der Amerikaner überlebten). Hauptaufgabe der 13 Soldaten der 352. Infanterie-Division war es hierbei, das Artilleriefeuer der im Hinterland liegenden Geschützbatterien zu lenken. Unter anderem waren diesem Stützpunkt zugeteilt:
- Oberleutnant Bernhard Frerking (Feuerleitoffizier), fiel durch einen Kopfschuss am Nachmittag des 6. Juni 1944 im Zuge des Absetzens aus dem Widerstandsnest
- Gefreiter Heinrich Severloh (Bursche von Oberleutnant Frerking, im Stützpunkt eingesetzt als Maschinengewehrschütze am MG 42 in der offenen Feldstellung)
- Gefreiter Franz Gockel (Maschinengewehrschütze an einem der beiden polnischen Beute-MG)

## Ereignisse des 6. Juni 1944
Das Widerstandsnest 62 wurde, wie auch die anderen 14 Widerstandsnester im Landeabschnitt Omaha, am frühen Morgen des 6. Juni 1944 von amerikanischen B-24-Bombern angegriffen. Dabei wurden (insbesondere im südlichen, landeinwärts gerichteten Teil der Stellung) Schäden verursacht. Anschließend beschossen angloamerikanische Kriegsschiffe die zukünftigen Landezonen. Gegen 6:30 Uhr näherte sich die erste von insgesamt elf Wellen amerikanischer Landungstruppen dem Strand vor dem Widerstandsnest 62. Durch das vom Stützpunkt aus gelenkte Artilleriefeuer und insbesondere auch durch das Maschinengewehrfeuer des Gefreiten Heinrich Severloh, der etwa 12.000 Schuss MG-Munition verschoss, wurden den Landungstruppen enorm hohe Verluste zugefügt. Severloh und Gockel schossen zusätzlich zum MG-Feuer jeweils noch 400 gezielte Einzelschüsse mit ihren Karabinern auf die Landungstruppen ab. Gegen 15:30 Uhr verließen die letzten Überlebenden den Stützpunkt und zogen sich ins Hinterland zum Widerstandsnest 63 zurück, das entgegen der offiziellen Namensgebung lediglich ein verbunkerter Befehlsstand – also ohne Schießscharten und installierte Waffen – war. Diesen Unterstand erreichten die Überlebenden um 16:30 Uhr.

## Heutiger Zustand
Ein Teil der Stellungen ist heute noch erkennbar, insbesondere die Reste der betonierten Stellungen.